# Русмин Дедич
Русмин Дедич (словен. Rusmin Dedič, нар. 11 вересня 1982, Зворник) — колишній словенський футболіст, захисник.
Виступав, зокрема, за клуб «Рудар» (Веленє) та полтавську «Ворсклу-Нафтогаз».

## Ігрова кар'єра
У дорослому футболі дебютував 2001 року виступами за команду клубу «Рудар» (Веленє), в якій провів один сезон, взявши участь у 40 матчах чемпіонату.
На початку 2003 року перейшов у полтавську «Ворсклу-Нафтогаз». У Вищій лізі дебютував 23 березня 2003 року у матчі проти київської «Оболоні» (0:1). У «Ворсклі» Дедич запам'ятався допінговим скандалом із вживанням медичного препарату, в якому містилися заборонені добавки. Дедич був покараний шестимісячною дискваліфікацією, а «Ворскла» була оштрафована на суму 3 тисячі гривень. 
2004 року полтавський клуб розірвав контракт з Дедичем, який перейшов в «Олімпію» (Любляна). У новій команді Дедич дебютував 15 вересня в матчі проти клубу «Примор'є». До кінця року він взяв участь у 10 матчах чемпіонату. Влітку 2005 року він повернувся в «Рудар».
Влітку 2006 року перейшов в словенський клуб «Гориця». У команді провів 50 матчів.
Влітку 2008 року знову опинився в «Рударі» і відіграв за команду з Веленє ще 124 матчі в національному чемпіонаті, після чого завершив професійну кар'єру в кінці 2015 року.